# Wolfgang Böhm (Journalist)

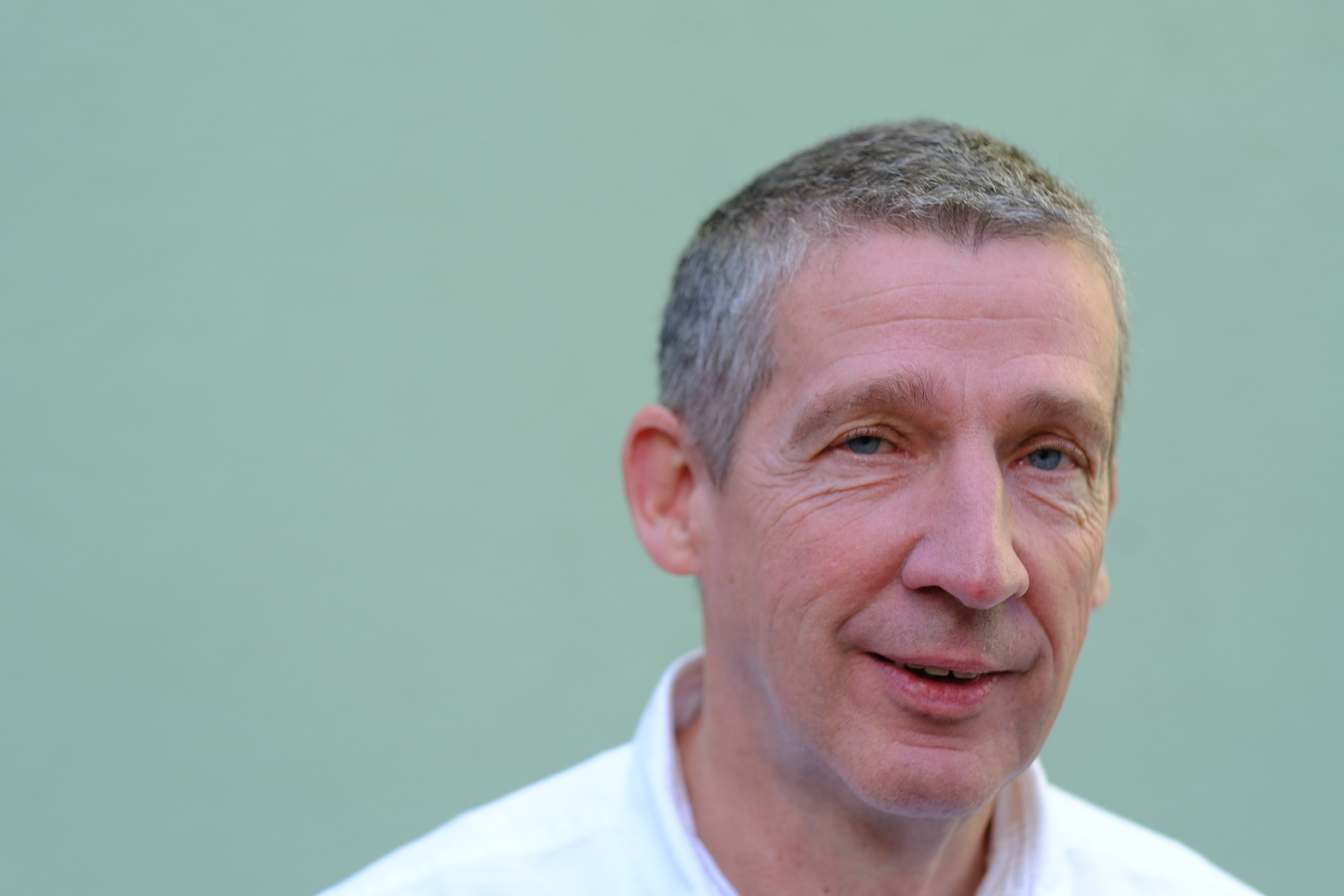
Wolfgang Böhm, Autor und Journalist der „Presse“, aufgenommen am 17.10.2022 in der Nähe der Redaktion dieser Tageszeitung in Wien-Landstraße.

Wolfgang Böhm (* 1963 in Wien) ist ein österreichischer Autor und Journalist.

## Leben
Wolfgang Böhm wuchs am Rande von Wien auf. Er studierte Publizistik und Politikwissenschaft.
Während seines Studiums arbeitete er bei Fachzeitschriften und für das Nachrichtenmagazin „Profil“. Seit 1989 ist er für die Tageszeitung „Die Presse“ als Redakteur tätig. Von 2001 bis 2002 war er Korrespondent in Brüssel. Seit seiner Rückkehr nach Wien leitete er das Europa-Ressort der „Presse“. 2008 erhielt er den Journalistenpreis des Europaparlaments und 2015 den Europa-Staatspreis der Republik Österreich.
Neben seiner Redakteurstätigkeit verfasste er Sachbücher, Schulbücher sowie Essays und Prosastücke. Bei seinen literarischen Arbeiten stehen Randbereiche des sozialen Lebens und eine historische Aufarbeitung von politischen und gesellschaftlichen Strömungen im Mittelpunkt.
Im September 2022 erschien sein erster Roman „Zwischen Brüdern“, Picus Verlag. Er handelt von kulturellen, sozialen, politischen und familiären Spannungen der Zwischenkriegszeit. Im Mittelpunkt der Handlung steht Hans Schemberg, ein junger Gestalter aus Mähren, der bei Josef Hoffmann an der Kunstgewerbeschule in Wien und bei Walter Gropius am Bauhaus in Weimar studiert. Die Geschichte zweier Brüder spielt vor dem Hintergrund des gesellschaftlichen Aufbruchs und der politischen Wirrungen in der Zeit zwischen den Kriegen. „Zwischen Brüdern“ ist ein Großstadtroman, der im Roten Wien zwischen Bauhaus und Wiener Werkstätte spielt.
Böhm lebt in der Südoststeiermark und in Wien.

## Publikationen

### Bücher
- Der Österreich-Komplex – Ein Land im Selbstzweifel (Böhlau-Verlag) gemeinsam mit Otmar Lahodynsky, 2001, ISBN 978-3-205-99335-3
- EU for you, G&G Verlag, gemeinsam mit Otmar Lahodynksy, 2005, 8. Auflage 2022, ISBN 978-3-7074-2271-9
- Globalisierung, Veritas-Verlag, gemeinsam mit Otmar Lahodynsky, 2008, ISBN 978-3-7058-7397-1
- Meine Entscheidung, Veritas-Verlag, 2012, ISBN 978-3-7101-2193-7
- Zwischen Brüdern, Picus Verlag, 2022, ISBN 978-3-7117-2125-9

### Essays und Prosa
- Die Baushaus-Intrige, Die Presse Spectrum 23.3.2019[5]
- Vermisst, Die Presse Spectrum 21.10.2017
- Orientierungslos, Zur Schräglage der Nation, Molden Verlag, 2017
- Wir Vasallen, Die Presse Spectrum 2.1.2016
- Noch immer einsam, Die Presse Spectrum 20.12.2014
- Bitterer Kern, süße Schale, Die Presse Spectrum 22.11.2014
- Die extreme Mitte, Die Presse Spectrum 17.12.2011
- Geraubte Küsse, Die Presse Spectrum 9.1.2010
- Der grüne Bereich, Die Presse Spectrum 8.9.2007
- Auf unsere Zukunft, Tante Dita, Die Presse Spectrum 2.10.2004
- Die Tage von Estoril, Die Presse Spectrum 3.5.2003